# Петербурзька вулиця (Казань)
Петербурзька вулиця — частково пішохідна вулиця в історичному центрі Казані, одна з комплексних пам'яток міста. Попередні назви вулиці — Свердлова, Георгіївська.
Вулиця пролягає від центральної міської площі Тукая на північному заході до перпендикулярної їй вулиці Назарбаєва на південному сході. Протяжність вулиці — 1800 м, з них 530 м є пішохідними.
Пішохідна частина вулиці радикально реконструйована за підтримки уряду Санкт-Петербурга до 1000-річчя Казані. Основна архітектурно-художня ідея вулиці — створення «куточка Петербурга», з використанням стилізованих містків, огорожі і малюнків мощення пішохідної еспланади (символізують петербурзькі канали), ротонди (символізує петербурзький Казанський собор), скульптурно-монументальних композицій і інших архітектурних прийомів і малих форм.
Вулиця забудована переважно новими будівлями.
На початку вулиці встановлено пам'ятник Льву Гумільову, а також знаходяться великий торгово-розважальний комплекс «Кільце», торговий центр «Республіка» і готель «Татарстан».
На вулиці розташовані міжнародний гранд-готель «Казань» з оглядовим майданчиком, готелі «Регіна» та «Сулейман-палас», художня галерея Слави Зайцева, Ощадбанк, Міністерство спорту і молоді Татарстану, старообрядницький Покровський кафедральний собор Пресвятої Богородиці, технопарк «Ідея» з інвестиційно-венчурним фондом Татарстану, центр інформаційних технологій Татарстану з IT-парком, Будинок офіцерів, численні офіси.
В кінці вулиці розташований ресторанно-розважальний комплекс «Туган авилим (Рідне село)» з декількома новими будівлями і спорудами різьбленої дерев'яної архітектури, а також споруджено казкового виду Палац дітей з найбільшим в Росії ляльковим театром «Екіят», біля якого влітку розбивається квітковий фестиваль, а взимку — льодове містечко.
В районі перетину з вулицею Назарбаєва знаходиться офіс МУП «Метроелектротранс» і розташована алея Слави з експозицією історичних трамвайних вагонів, пам'ятним барельєфом і Деревом любові.
На початку і наприкінці вулиці розташовані дві станції Казанського метрополітену — відповідно «Площа Тукая» і «Суконна слобода».

## Галерея
- Старообрядницький Покровський кафедральний собор Пресвятої Богородиці
- Театр ляльок «Екіят»
- Експозиція історичних трамвайних вагонів
- Офіс МУП «Метроелектротранс»  і вхід до станції метро «Суконна слобода»

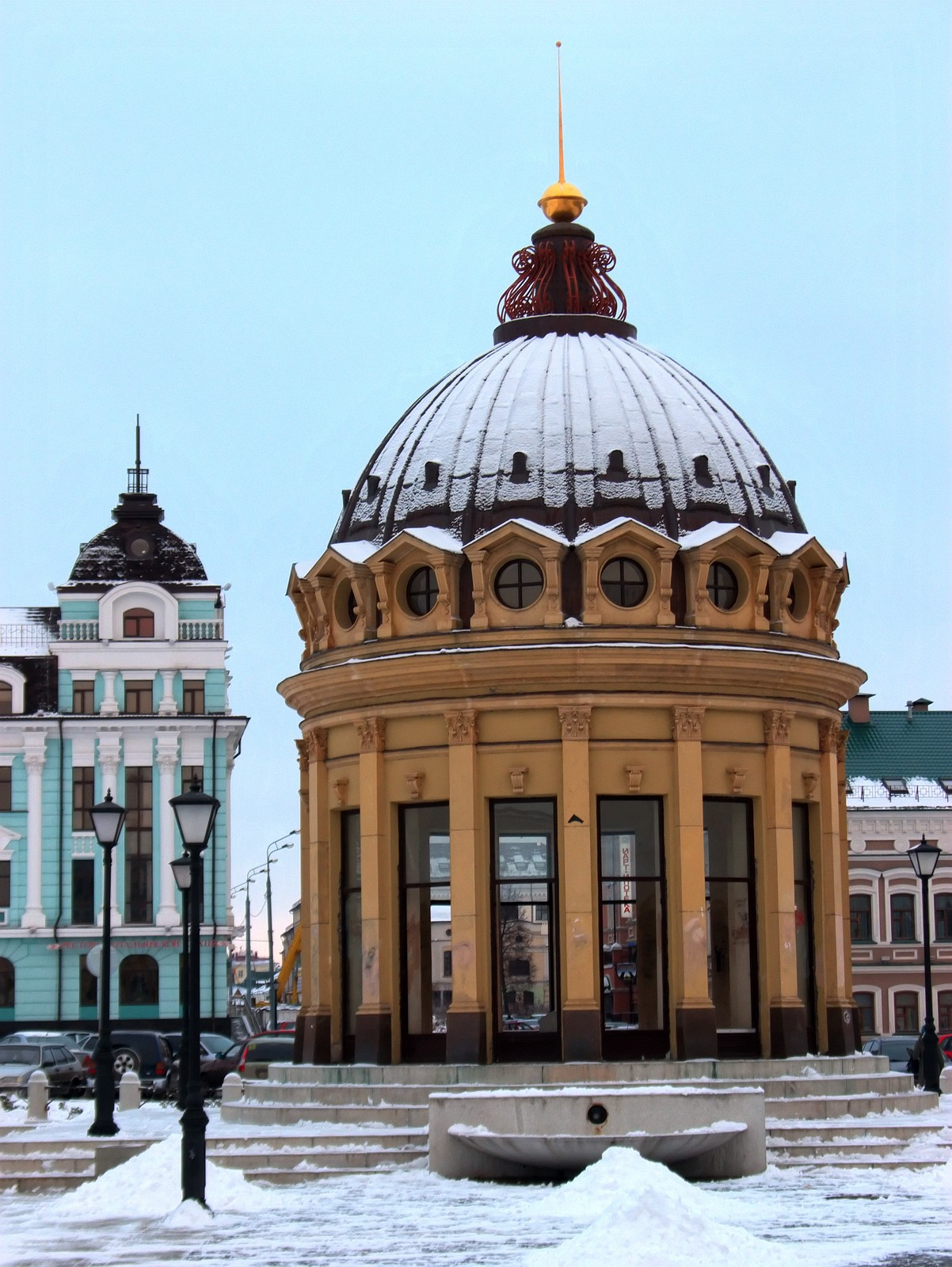
Ротонда в кінці пішохідної частини
Ресторанно-розважальний комплекс  «Туган авилим»
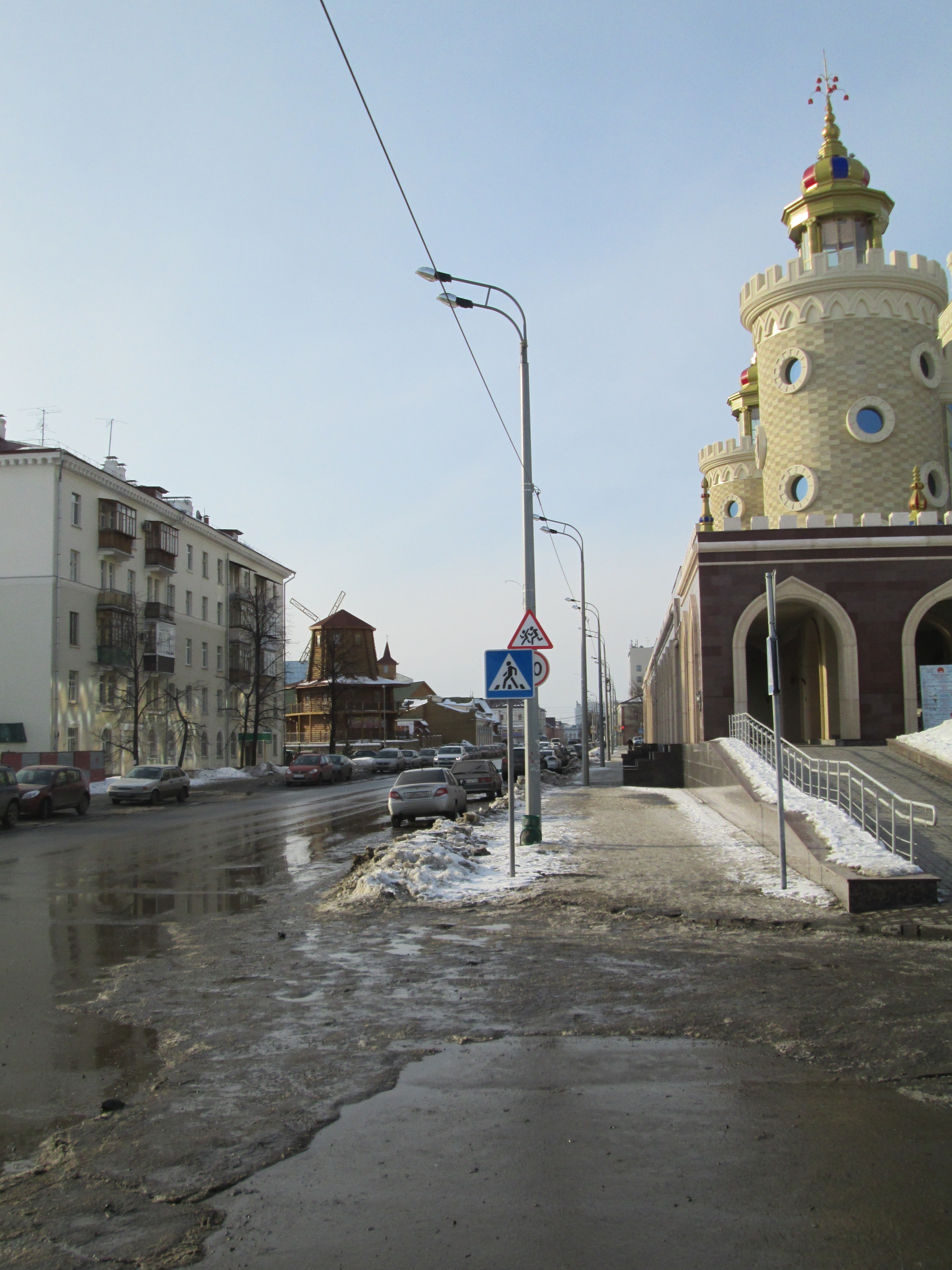
Вулиця перед алеєю Слави

## Ппосилання
- Фоторепортаж з оглядового майданчика на Петербурзькій